# Pilarik István (lelkész, 1644–1720)
Pilarik István (Alsósztregova, Nógrád megye, 1644. – Röhrsdorf, 1720. december 7.) evangélikus lelkész, Pilarik István (1615–1693) evangélikus lelkész fia.

## Élete
Pozsonyban tanult, ahonnét valószinűleg külföldre is ellátogatott. Tanulmányainak befejeztével Nagyszombatban, s innét 1673-ban elűzetve, Modorban lett tót prédikátor. 1674-ben a pozsonyi delegatum judicium maga elé idézte és száműzetésre ítélte. Viszontagságos bujdosás után 1675-től Jordansmühleben diakónus volt, míg 1682-ben a modori gyülekezet újból meghívta, még pedig akkor német prédikátornak. 1688-ban visszatért Németországba s 1689-ben atyja mellé segédlelkésznek Neu-Salzába ment, ahol három évig és néhány hónapig maradt. 1693 táján Röhrsdorfban kapott lelkészi állást, ahol 1711-ben meghalt.

## Munkái
- Höchst-nöthiger, nützlicher, und in mancherley Anfechtungen bestehender Catechetischer Lehr-Grund, Zu Bezeugung seines danckbaren Gemütes gegen dem Grund-Frommen Gott, für seine ihme unzehlich grosse erwiesene Wohlthaten, und sonderlich wunderbare Errettung ausz vielen Leibes und auch Seelen-Nöthen, Und denn auch der hertzlichen Liebe gegen seine anvertraute, theuere, werthe Kirch-Kinder. Im namen Jesu, Desz einigen Grundes unserer Seligkeit, auch dieselbige zu erlangen und zu behalten wolmeynend geleget, nebst einem Anhang, von allerley andächtigen Seufzern; und 3 schönen Liedern, &c. In Jordans-Mühl, und dahin eingepfarrten Dorffschafften, Von Ihrem Liebhaber S. P. J. Brieg, 1681. (Ujabb kiadásai. uo., 1687. és Bautzen, 1693.).
- Eine Einfältige Busz- und Raupen-Predigt, Nach Anleitung der Apostolischen Vermahnung, Schicket euch in die Zeit, Denn es ist böse Zeit, Und in Ansehung der Schrecklichen Menge dieses Ungeziefers, welches etliche Jahr her, nicht allein alle Garten- sondern auch Wald-Bäume weit und breit jämmerlich verterbet hat, und noch verterbet, nicht ohne sonderbare Bedeutung allerley grossen Strafen Gottes, An dem Heiligen Fast-, Busz- und Bet-Tag, Den 6. Junii Anno 1681. Bey der Gemeine Christi in Jordans-Mühl gehalten und auf Begehren Buszvertiger Hertzen in den Druck gegeben Von. S. P. J. Anno M. DC. LXXXII. Brieg. (Szerző neve az ajánlás végén fordul elő.)
- Geitsliche, Mit anmuthigen Kupfern gezierte Himmels-Leiter, Bestehend in allerhand schönen Morgen-, Mittags-, Abend- und andern auff allerhand Noth, Als Anfechtung, Krieg, Theurung, Verfolgung, Erdbeben, Wetter, Pestilentz, Kranckheiten, Sterben, Auch Stand-personen gerichteten Gebeten, nebst vielen Biblischen Haupt-Sprüchen, Kurtzen kräfftigen Seuffzern und Hertz-erquickenden Reim-Gebetlein, Auf vieler Gott bekannter Seelen inständiges Verlangen. Zum drittenmal herausgegeben ... Gedruckt im Jahr 1706. Hely n.
- Geistliche Seelenmusik. (Énekeskönyv) ...
- Jesuslust ... (Két utóbbi munkának sem nyomtatási helye, sem megjelenési éve nem ismeretes.)

Alkalmi versei is jelentek meg.